# 小行星6906
小行星6906（英語：6906 Johnmills）是一颗围绕太阳公转的小行星。1990年11月19日，罗伯特·H·麦克诺特在赛丁泉山发现了此天体。
这颗小行星的绝对星等为347.28974等。